# 摩天楼 (1949年の映画)
『摩天楼』（まてんろう、原題: The Fountainhead）は、1949年のアメリカ合衆国のドラマ映画。監督はキング・ヴィダー。モノクロ作品。原作は1943年に出版されたアイン・ランドのベストセラー小説『水源』（原題: The Fountainhead）で、脚本もランドが書いた。
脚本はランドが書いたものがほぼそのまま使用されたが、ランドは後にこの映画の編集、美術、演技などさまざまな要素を批判した。
ストーリーは若い個人主義的な建築家ハワード・ロークの生涯をめぐって展開する。ロークは自分の芸術的・個人的なビジョンを犠牲にして世間に認められるよりも、無名のまま苦闘し続けることを選ぶ。権威層が伝統崇拝に凝り固まる中、ロークは自分が最高と信じる建築（世間は「現代建築」と呼ぶ建築）を追求する。ロークの前進を支援する人物、妨害する人物、あるいはその両方を行う人物など、様々なタイプの人物たちとロークの複雑な関係を描くことで、この映画は恋愛ドラマであると同時に哲学的作品にもなっている。ランドにとってロークは人間精神の具現化であり、ロークの苦闘は個人主義と集団主義の闘争を象徴している。

## ストーリー
ハワード・ローク（ゲイリー・クーパー）は、順応を求める世間の圧力に屈せず自分の信念に従う個人主義的な建築家である。
エルスワース・トゥーイー（ロバート・ダグラス）は、新聞「ニューヨーク・バナー」に建築評論の連載コラムを持つ評論家である。トゥーイーはロークの個人主義を敵視し、ロークを言論の力で滅ぼそうと企む。「ニューヨーク・バナー」紙の社主ゲイル・ワイナンドは強大な権力を握る大富豪で、多くの新聞・雜誌を支配下に置いている。ワイナンドはトゥーイーが始めたローク攻撃キャンペーンにほとんど関心を示さず、「ニューヨーク・バナー」紙でトゥーイーに好きなように書かせる。
ドミニク・フランコン（パトリシア・ニール）は社交界の花形で、「ニューヨーク・バナー」紙の人気コラムニストである。ドミニクはロークの建築を高く評価しており、「ニューヨーク・バナー」紙が始めたローク攻撃キャンペーンに反対する。ドミニクは凡庸な建築家ピーター・キーティング（ケント・スミス）と婚約している。ドミニクはロークに会ったことも見たこともない。個人主義を嫌悪するこの世界では、ロークは破滅する他ないとドミニクは信じている。ワイナンドはドミニクを愛するようになり、キーティングがドミニクより出世を選ぶ男であることを暴く。
ロークは、自分の信念通りの建築を望む施主を見つけることができない。わずかな妥協を要求されるプロジェクトも、ロークは辞退する。一文無しになったロークは、採石場で日雇労働者として働き始める。その採石場のオーナーはドミニクの父ガイ・フランコンで、近くにはフランコン一家の別荘があった。別荘を訪れていたドミニクは、気まぐれで父の採石場を訪れる。そこでドミニクは、花崗岩にドリルで穴を穿つロークに目を奪われる。ロークも自分を見るドミニクに気づき、二人はあからさまに互いを見つめる。
ドミニクは別荘の寝室にあった暖炉の大理石を自分で叩き割り、採石場からロークを呼び付け、修理を頼む。ロークは修理を引き受けるが、ドミニクの別荘に新しい大理石が届いた後、自分で据付けに行かず、別の石切人夫（ティト・ヴオロ）を送る。怒ったドミニクは馬にまたがり採石場に向かう。ドミニクはロークを見つけ、なぜ自分で修理に来なかったか問い糾す。嘲るような対応をするロークの顔を、ドミニクは馬上から鞭打つ。その夜、庭へのドアを開け放したドミニクの寝室にロークが現れ、ドミニクを力づくで犯す。
ロークが自分の部屋に帰ると、新しい建築プロジェクトのオファーの手紙が届いている。ロークは直ちに荷物をまとめて出発する。翌日ドミニクは採石場に行き、ロークが採石場を去ったことを知る。ドミニクは自分を犯した石切人夫が、かつて自分がコラムで擁護した天才建築家ハワード・ロークだったことを知らない。
ワイナンドは、ドミニクが自分を愛していないことを承知でドミニクに求婚する。ドミニクは、自分で自分を罰したくなったら求婚を受け入れると答える。ドミニクは、ロークが設計した高層住宅エンライト・ハウスのオープニングパーティーで、自分を犯した石切人夫がロークだったことを知る。ドミニクはロークの部屋に行き、世間の拒絶から自己を守るために建築を諦め、自分と結婚して欲しいと申し出る。ロークはドミニクの恐れを否定し、ドミニクが考えを変えなければ二人は何年でも離れたままだと伝える。
ドミニクはワイナンドを訪れ、求婚を受け入れると伝える。ワイナンドは、ドミニクの本当の気持ちはどうであれドミニクと結婚すると伝える。ワイナンドはドミニクと自分のための贅沢で世間から隔離されたカントリー・ハウスの設計を依頼する建築家として、ロークを選ぶ。これをきっかけにワイナンドはロークと友人になり、ドミニクは二人の関係に嫉妬する。
キーティングは、多くの建築家が切望する公営集合住宅コートランド・ホームズ設計の仕事を獲得するべく、トゥーイーに口利きを懇願する。自分の能力では大規模集合住宅を設計できないキーティングは、ロークに手助けを依頼する。ロークは、もしキーティングが完全にロークの設計通りに建てることを約束するなら、設計者としての名誉も金銭的報酬もキーティングが受ける条件で、設計を引き受けると答える。キーティングが提出したロークの設計は、トゥーイーの差し金もあり、醜く改変された。ロークは完成間近のコートランド・ホームズを、ドミニクの助けを借り爆破することを決意する。爆破現場でロークは逮捕される。トゥーイーはキーティングを威嚇し、コートランド・ホームズを設計したのがロークだったことを白状させる。
ロークは裁判に掛けられる。あらゆる新聞がロークを社会の敵として糾弾する中、「ニューヨーク・バナー」紙だけは、社主ワイナンドが前面に出てローク擁護のキャンペーンを始める。だが「ニューヨーク・バナー」紙にはトゥーイーの信奉者たちが浸透していた。トゥーイーは自分の信奉者たちを使い、「ニューヨーク・バナー」紙からスタッフを一斉退去させる。トゥーイーは、「ニューヨーク・バナー」紙のローク擁護キャンペーンを攻撃するキャンペーンを始める。追い詰められたワイナンドは、「ニューヨーク・バナー」紙を守るためトゥーイーの要求通りロークを糾弾する声明を出す。
裁判でロークは弁護士も証人もを要求しない。最終弁論でロークは、自分の仕事を自分の条件で提示する権利を擁護する長い演説を行う。陪審員は彼の無罪を評決する。罪の意識に打ちひしがれたワイナンドはロークを呼び出し、ニューヨーク一高い高層ビル「ワイナンド・ビルディング」の設計を他人行儀に依頼する。設計は完全にロークに任せると言う。ロークが部屋を出ると、ワイナンドは拳銃を取り出し自殺する。
数カ月後、ドミニクはワイナンド・ビルディングの建設現場に行き、ローク夫人を名乗る。ドミニクは工事用のエレベーターに乗り、夫ロークを見上げながら建設中のワイナンド・ビルディングを昇っていく。両手を腰に当てたロークが、自らの頭脳で設計した荘厳な摩天楼の頂きに、強い横風に吹かれながら誇らしげに立っているシーンで映画は終わる。

## キャスト
| 役名                     | 俳優                 | 日本語吹き替え | 日本語吹き替え |
| 役名                     | 俳優                 | テレビ版1      | テレビ版2      |
| ------------------------ | -------------------- | -------------- | -------------- |
| ハワード・ローク         | ゲイリー・クーパー   | 中村正         | 黒沢良         |
| ドミニク・フランコン     | パトリシア・ニール   | 森ひろ子       | 武藤礼子       |
| ゲイル・ワイナンド       | レイモンド・マッセイ |                |                |
| ピーター・キーティング   | ケント・スミス       |                |                |
| エルスワース・トゥーイー | ロバート・ダグラス   |                |                |
| ヘンリー・キャメロン     | ヘンリー・ハル       |                |                |
| ロジャー・エンライト     | レイ・コリンズ       |                |                |
| 議長                     | モローニ・オルセン   |                |                |
| アルヴァ・スカーレット   | ジェローム・コーワン |                |                |

- テレビ版1：放送日1978年9月8日『想い出の名作洋画劇場』他

## 製作

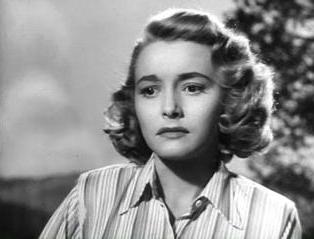
ローレン・バコール（Lauren Bacall）に替わってドミニク・フランコン役に抜擢されたパトリシア・ニール

ワーナー・ブラザースは、アイン・ランドのベストセラー小説『水源』の映画化権を1943年後半に購入した。当時ワーナー・ブラザースの社長だったジャック・L・ワーナーに『水源』の映画化権を購入するように説得したのは、当時ワーナー・ブラザースと専属契約を結んでいた女優のバーバラ・スタンウィックだった。スタンウィックは『水源』がベストセラーになる前からこの小説のファンで、自らヒロインのドミニク・フランコンを演じることを切望していた。ワーナー・ブラザースは、ランドに脚本の執筆も依頼した。ランドは、自分が書いたセリフを一語たりとも変更しないことを条件に合意した。
監督にはマーヴィン・ルロイを起用することが決まったが、制作は先延ばしになった。ルロイによると制作が先延ばしになったのは、ランドの反ロシア的立場に刺激された戦時生産委員会（War Production Board）が干渉してきたためであった。バーバラ・スタンウィックが切望していたドミニク役には、パトリシア・ニールが起用されることが決まった。スタンウィックはこの起用を知らされておらず、業界紙で初めて知った。このことがきっかけで、スタンウィックはワーナー・ブラザースとの専属契約を解除した。
3年後、監督がキング・ヴィダーに交替になり制作が開始されたが、制作過程を通じて、ランド、ヴィダー、ワーナー・ブラザースの3者の間で議論が絶えなかった。ヴィダーはハワード・ローク役にハンフリー・ボガートを起用することを望んだが、ランドはゲイリー・クーパーの起用を望んだ。クーパーと共にローレン・バコールがドミニク役にキャストされたが、パトリシア・ニールに交替になった。クーパーはオーディションでのニールの演技のまずさを批判したが、クーパーの批判はニールの起用に影響を与えなかった。製作中、クーパーとニールは不倫関係になった。

### 脚本
ランドは脚本の執筆を1944年6月に終えた。
ドミニクを演じたパトリシア・ニールは、ランドが「自分の脚本を守る」ために頻繁に撮影現場を訪れたと回想している。撮影中にヴィダー監督は、終盤のロークの演説が長すぎると判断し、プロットと関係ないと彼が感じた箇所を削ることにした。ヴィダーの決定を知ったランドは、ワーナー・ブラザース社長のジャック・L・ワーナーに契約を順守するように要求し、ワーナーはヴィダーを説得してランドの脚本どおりにロークの演説シーンを撮影させた。 その後ランドは、ワーナー社長とスタジオに、「弱小スタジオなら要求しかねなかった悪趣味な妥協を要求することなく」原作の「主題と精神」を守らせてくれたことへの感謝の手紙を書いた。
ただしランドは、映画製作倫理規定管理局（Production Code Administration）の承認を得るために、この作品の脚本をわずかに修正している。原作ではゲイル・ワイナンドがドミニクとの結婚を解消するが、映画製作倫理規定（Motion Picture Production Code）ではこうした婚姻解消の描写が禁じられていたため、ランドはワイナンドが自殺するプロットに変更した。

### 美術
ランドの脚本には、「ロークの建築のモデルになるのはフランク・ロイド・ライトのスタイルで、他の建築家のスタイルは認められない。これは非常に重要である。我々は観客にロークの建築に感服させなければならないのだから」という指図があった。ワーナー・ブラザースによれば、『水源』の映画化決定が知られると、作品に登場する建物のデザインを提案する手紙が米国中から寄せられた。しかしライト自身は、この映画の制作への協力を拒否した。
実際にロークが設計したものとして映画に登場する建物は、美術監督エドワード・キャレア（Edward Carrere）がデザインした。これらの建物のスタイルは、原作の舞台となった1920年代の中西部におけるライトの建築よりも、むしろ1940年代後半の東海岸におけるインターナショナル・スタイルに近く、それゆえアメリカにおけるモダニズムよりも、ドイツにおけるモダニズムに起源を持っている。ランドはこの映画の撮影中、ジェラルド・ローブ（Gerald Loeb）に、登場する建物のスタイルが嫌いだと語り、後にその理由を、美術監督のキャレアが建築の専門教育を受けていても実際の建築を設計した経験はないせいにした。ランドはキャレアがデザインした建物を、「ぞっとするような現代風ビル」の写真の模倣と評し、「当惑するほどひどい」と断じた。ラストシーンでの、自ら設計した「世界で最も高い構造物」の頂点に立つロークの描写は、未来派を思わせるとする説もある。

### 音楽
この映画の背景音楽はマックス・スタイナーが作曲した。
クリス・マシュー・シャバラ（Chris Matthew Sciabarra）は、この映画の背景音楽がいかに適切であったかを分析し、「スタイナーは映画音楽の真の設計者であり〔……〕映画音楽の“水源”と呼んでいいかもしれない。〔……〕これらの背景音楽を聞くだけで、ハワード・ロークの物語が思い浮かぶ」の述べた。シャバラはこの映画の音楽を論じた記事の中で、哲学研究者のグレン・アレキサンダー・マギー（Glenn Alexander Magee）の「スタイナーが作曲した背景音楽は、この作品と非常に親和しており、原作の感覚を完璧に伝えている」という言葉を引用している。マギーは、スタイナーの音楽はこの物語に存在する救済と再生のテーマを強調しており、ロークの抵抗、ドミニクの生命感、ワイナンドの疵瑕への洞察を与えると示唆している。
RCAビクターがチャールズ・ゲルハルト（Charles Gerhardt）の指揮、ナショナル・フィルハーモニック管弦楽団の演奏で制作し、1973年にLPで発売して後にCDで再発売されたマックス・スタイナーのトリビュート・アルバムには、この映画からの抜粋曲も収録された。

## 公開と反響
ドミニクを演じたパトリシア・ニールは、この映画が公開される直前、ミルトン・バールと共にNBCテレビの番組『ハリウッド・コーリング』（Hollywood Calling）に出演し、彼女が出演する『摩天楼』やバールが出演する『テレヴィジョンの王様』（Always Leave Them Laughing）を含む新作映画について語った。この映画の封切りプレミア上映会は、ワーナー・ハリウッド・シアター（Warners Hollywood theater）で行われた。パトリシア・ニールはカーク・ダグラスにエスコートされてプレミア上映会に現れ、ファンにサインした。「ロサンゼルス・タイムズ」紙には、「この作品の風変わりな要素の数々に、観客は強く反応した」と書かれた。プレミア上映会の終了後、ニールは多くの人々が自分を避けていることに気づいた。唯一の例外だったヴァージニア・メイヨ はニールに近づき、「お芝居、下手だったわねぇ（My, weren't you bad!）」と叫んだ。主役を演じたゲイリー・クーパーは、映画を通して見て、自分が演じた終盤の演説が満足の行く出来ではなかったと感じた。原作のメッセージに駆り立てられ、クーパーとニールは自分達の不倫関係がおおやけになるのを許した。二人の不倫関係が広く知られるようになったことは、この映画の興行成績にいくらかの悪影響をもたらした。
最終的な興行収入は210万ドルで、制作予算を40万ドル下回った。
しかしこの映画によって原作への関心がかきたてられた結果、小説『水源』の売上は伸びた。映画の公開時点での原作者ランドの反応は好意的だった。ランドは手紙の中で、「この映画は、これまでハリウッドで小説を原作に作られたどの映画よりも、原作に忠実に作られている」と書き、「この映画化は大きな勝利だった（"It was a real triumph"）」とまで書いた。友人のデウィット・エメリー（DeWitt Emery）への手紙では、「ゲイリー・クーパーはもっと強い演技をするべきだったとあなたが感じるのも、もっともだとは思う」と認めながらも、「ロークはわざとらしい演技で大げさに演じられるよりも、抑え目に演じられた方がいいと私は思う」と結論づけた。しかし、後にこの映画に対する彼女の評価は否定的になり、「この映画は始めから終わりまで嫌い」と語り、編集や演技など様々な要素に不満を述べるようになった。ランドはこの映画化の経験から、監督・脚本家の選択権と編集権を認められない限り、自分の小説の映画化権は絶対に売らないと宣言した。
公開後、この映画は批評家達から酷評された。「ハリウッド・リポーター」誌には「登場人物たちが奇妙極まりなく、感情移入の余地がない」と書かれた。「ロサンゼルス・タイムズ」紙には「今時の平均的な映画ファンの興味を引く映画ではない」と書かれた。米国共産党の党誌「デイリー・ワーカー」（Daily Worker）は、この映画を「公然たるファシスト映画」と断じた。業界誌「バラエティ」では、「冷たく、感情に乏しく、むやみに多弁で、『人間の人格的完全性はあらゆる法に優先する』という主題の押し付けに100%集中している映画」と評された。「ザ・ニューヨーカー」誌のジョン・マッカーテン（John McCarten）はこの映画を「ここ数年のハリウッド映画の中で最も頑迷で的外れ」と評した。「キュー」（Cue）誌は「粗雑でナンセンスな大言壮語」の映画と評した。ボズレー・クラウザーは、「ニューヨーク・タイムズ」紙のレビューでこの映画を「むやみに口数が多く、入り組んでもったいぶっている」と評し、ヴィダー監督は「仰々しいシーンを次から次へと重ねている」と述べた。
ワーナー・ブラザースの記録によると、この映画の興行収入はアメリカ国内で2,179,000ドル、国外で807,000ドルだった。

## 近年の再評価
映画『摩天楼』は近年再評価されている。映画レビュー集計サイト「Rotten Tomatoes」では、幅広いレビュアーからのレビューが集まり肯定的レビューが83%に達している。エマニュエル・レビー（Emanuel Levy）はこの映画を、原作となった書籍よりも良い翻案の数少ない例の一つと評している。映画評論家のデイブ・ケ（Dave Kehr）は、「キング・ヴィダーはアイン・ランドの途方もない『哲学』小説を、彼の最も繊細でパーソナルな作品の一つにした。これは主として男根形象をランドの右翼的攻撃を上回るほど硬くすることによってだ」と述べた。建築家のデイビット・ロックウェル（David Rockwell）は、建築とデザインに興味を持ったきっかけの一つとして、1964年にニューヨークを訪れた時にこの映画を見たことを挙げている。ロックウェルは、彼が大学で建築を教えている学生の多くが、『水源』の主人公へのトリビュートとして飼い犬にロークと名づけているとも述べている。
実際に制作開始まで至った例はないものの、原作『水源』の新たな映画化に関心を示した映画製作者は多い。1970年代には、映画監督で脚本家のマイケル・チミノが自ら脚本を書き映画会社ユナイテッド・アーティスツ配給で制作したいと表明している。1992年には映画プロデューサーのジェームス・ヒル（James Hill）が映画化の権利獲得に乗り出し監督にフィル・ジョアノーを指名した。2000年代には映画監督オリバー・ストーンがこの原作の再映画化に興味を示した。ローク役にはブラッド・ピットが検討されていることが報道された。映画監督のザック・スナイダーも2016年3月のインタビューで『水源』の再映画化に興味をしめしている。